# Chronologie de la phytopathologie
Chronologie de la phytopathologie

## Origines
- vers le Xe siècle av. J.-C. : le Vriksha Ayurveda, attribué à Surapala mais non daté, est l'un des premiers ouvrages en sanscrit traitant, entre autres, de maladies des plantes et des moyens de protéger les cultures contre les maladies internes et externes des végétaux[1].

- vers 800 av. J.-C. : le poète grec de l'Antiquité, Homère, rapporte l'utilisation du soufre contre les maladies des plantes, notamment par la fumigation.

- vers 700 av. J.-C. : le second roi de Rome, Numa Pompilius, instaure les Robigalia, fêtes destinées à honorer Robigus, dieu des cultures céréalières, dans l'espoir de conjurer la rouille du blé[2].

- 960-1279 : en Chine, sous la dynastie Song, des pivoines arbustives aux fleurs de couleur vert clair, du type « yao jaune », étaient très appréciées et présentées chaque année à la cour impériale. Ces plantes moins vigoureuses, ne produisant pas de graines, étaient en fait affectées par un phytoplasme qui ne sera identifié que huit siècles plus tard[3].

## XVIIesiècle
- 1637 : l'Anglais, Richard Remnant, signale dans ses écrits l'efficacité contre le charbon ou carie du blé du trempage des semences dans la saumure[4].

- 1667 : le scientifique anglais, Robert Hooke, observe les spores du champignon de la rouille à l'aide de son microscope[5].

- 1676 : Antoni Van Leeuwenhoek, savant néerlandais, observe des bactéries à l'aide du microscope qu'il a mis au point quelques années plus tôt[6].

## XVIIIesiècle

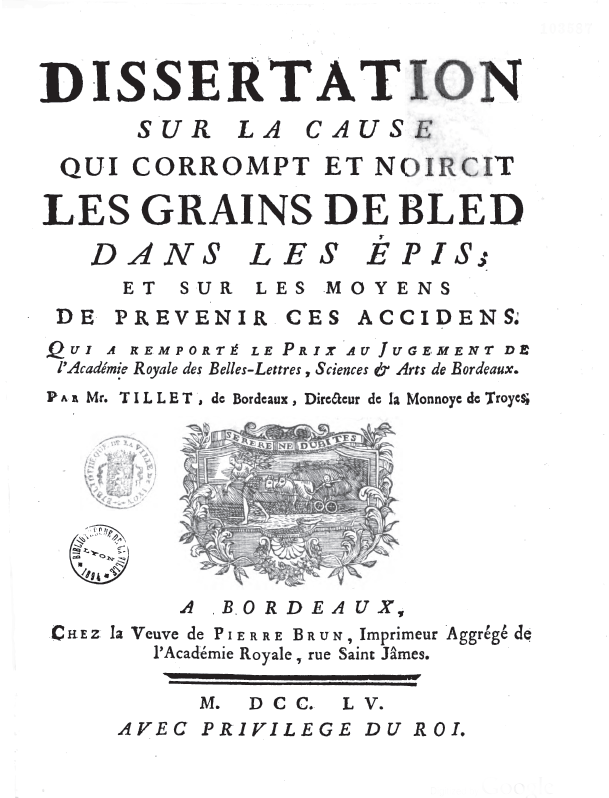
Mathieu Tillet, Dissertation sur la cause qui corrompt et noircit les grains de blé dans les épis, et sur les moyens de prévenir ces accidens - 1755.

- 1705 : Joseph Pitton de Tournefort, botaniste français, dans ses Observations sur les maladies des plantes[7], classe ces maladies en deux groupes selon leurs causes, internes ou externes[8].

- 1729 : dans son ouvrage Nova plantarum genera, Pier Antonio Micheli botaniste et mycologue italien, décrit plusieurs nouveaux genres de champignons et illustre leurs structures reproductives. Il démontre que les champignons croissent à partir de leurs spores, mais il rencontre le scepticisme des savants de l'époque qui croyaient encore à la génération spontanée[9].

- 1743 : John Turberville Needham, biologiste et prêtre anglais, découvre le nématode responsable de la nielle du blé, Anguina tritici. C'est la première observation d'un nématode phytoparasite[10].
- 1755 : Mathieu Tillet, agronome et botaniste français, est récompensé par l'Académie de Bordeaux pour ses travaux sur les maladies des céréales, dont la carie du blé[11].

## XIXesiècle
- 1807 : Isaac-Bénédict Prévost, botaniste autodidacte français, né à Genève, montre que la poudre noire qui remplit les grains de blé affectés par la carie est constituée des spores du champignon et que ces spores sont à l'origine de la maladie. Il propose de traiter les grains de blé avec du sulfate de cuivre[12]. Il fut le premier à démontrer la pathogénicité d'un micro-organisme[13].

- 1817 : l'agronome italien, Filippo Re, est le dernier, dans son Saggio teorico-pratico sulle malattie delle piante, à classer les maladies des plantes sans tenir compte des organismes causaux[14].

- 1821-1832 : Elias Magnus Fries, mycologue suédois, publie son Systema Mycologicum, ouvrage en trois volumes qui mentionne des champignons phytopathogènes comme la rouille et le charbon.

- 1845 : l'épidémie du mildiou de la pomme de terre provoque la Grande famine en Irlande.

- 1853 : Edmond Tulasne, botaniste et mycologue français, décrit le cycle complet de Claviceps purpurea, agent de l'ergot de seigle[15].

- 1861 : Anton de Bary,  botaniste, microbiologiste et mycologue allemand, considéré comme le père fondateur de la phytopathologie, publie ses premiers travaux sur les champignons. Il démontre que Botrytis infestans, qu'il renomme Phytophthora infestans est bien la cause du mildiou de la pomme de terre[16].

- 1878 :  premier signalement en France du mildiou de la vigne, probablement introduit avec les porte-greffes américains résistants au phylloxéra.

- 1878 : première description par le botaniste russe, Mikhail Stepanovich Woronin, de l'agent pathogène de la hernie du chou (Plasmodiophora brassicae)[17].

- 1880 : Thomas Jonathan Burrill, botaniste américain, découvre la cause du feu bactérien du poirier[18]. Premier a découvrir le rôle des bactéries dans les maladies des plantes, il est considéré comme le père de la phytobactériologie.

- 1884-1890 : Robert Koch, médecin allemand, formule les postulats de Koch qui permettent de prouver qu'un organisme isolé dans une plante infectée est bien la cause de la maladie[19].

- 1885 : mise au point de la bouillie bordelaise par Alexis Millardet, botaniste français. Ce mélange fongicide à base de sulfate de cuivre est destiné à combattre le mildiou de la vigne[20].

- 1886 : Adolf Mayer, biochimiste allemand publie une étude (Über die Mosaikkrankheit des Tabaks) dans laquelle il décrit la maladie qu'il nomme « mosaïque du tabac » et démontre qu'on peut transmettre cette maladie en utilisant comme inoculum la sève de plantes affectées[21].

- 1888 : Christian Jensen, pharmacien et botaniste danois, montre l'efficacité du traitement par l'eau chaude pour prévenir le charbon (carie) des céréales[22].

- 1898 : Martinus Willem Beijerinck, botaniste et microbiologiste néerlandais, fondateur de la phytovirologie, démontre que l’agent pathogène responsable de la maladie de la mosaïque du tabac est un virus, dont la taille est très inférieure à celle d'une bactérie[23].

## XXesiècle
- 1905-1920 : Erwin Frank Smith, phytopathologue américain, qui a consacré sa carrière à l'étude des maladies bactériennes des plantes, publie son ouvrage en quatre volumes, Bacteria in relation to plant diseases[24].

- 1908 : fondation de l'American Phytopathological Society (Société américaine de pathologie végétale)[25].

- 1909 : A. Lafont, botaniste français, découvre la présence de Phytomonas davidii, dans les laticifères d'Euphorbia pilulifera à l'île Maurice. C'est la première observation d'un protiste flagellé chez les plantes[26].

- 1914 ; fondation de la Société de pathologie végétale et d'entomologie agricole  de France à Paris[27].

- 1931 : Sanford et Broadfoot décrivent l'action des microbes du sol sur le champignon phytopathogène Gaeumannomyces graminis[28] et introduisent l'expression « lutte biologique » (biological control)[29].

- 1935 : Wendell Meredith Stanley, biochimiste et virologue américain, isole le virus de la mosaïque du tabac et découvre qu'il est constitué principalement d'une nucléoprotéine.

- 1949 : Georges Viennot-Bourgin publie Les champignons parasites des plantes cultivées, ouvrage de référence des phytopathologues francophones.

- 1951 : fondation de l'Organisation européenne et méditerranéenne pour la protection des plantes (OEPP)[30].

- 1958 : découverte par Hewitt et al de la transmission du virus du court-noué (GFLV, Grape fanleaf virus) chez la vigne par un nématode ectoparasite, Xiphinema index[31].

- 1958 : découverte par M.E. Gallegly et J. Galindo du type sexuel A2 de Phytophthora infestans dans la vallée de Toluca au Mexique[32].

- 1959 : introduction par Stern, Smith, van den Bosch et Hagen de l'expression « lutte intégrée » (Integrated Pest Management) pour décrire un concept associant la lutte biologique et la lutte chimique antiparasitaire, de façon à minimiser les perturbations de la diversité biologique[33].

- 1959 : découverte par Hein L. Klopping (DuPont) du premier fongicide systémique, à action préventive et curative, le bénomyl (commercialisé dès 1970 aux États-Unis sous le nom de Benlate en poudre mouillable, et retiré du marché en 2001)[34].

- 1966 : mise au point par B. von Schmeling et M. Kulkade de la carboxine, autre fongicide systémique.

- 1967 : découverte des phytoplasmes par une équipe de chercheurs japonais (Doi et al.)[3].

- 1968 : fondation de l'International Society for Plant Pathology[35]

- 1971 : découverte par R. E. Davie et al; du spiroplasme (Spiroplasma kunkelii, bactérie de la classe des Mollicutes) responsable de la maladie du rabougrissement du maïs[36].

- 1981 : découverte des virusoïdes par Randles et al.[37].

- 1990 : première démonstration par Randy Gaugler et Harry K. Kaya (États-Unis) de l'efficacité de certains nématodes entomophages, des genres Steinernema et Heterorhabditis, dans la lutte biologique contre des insectes ravageurs des cultures[38].

- 2000 : séquençage par des chercheurs brésiliens du génome de Xylella fastidiosa, protéobactérie gamma, responsable de nombreuses maladies des plantes. C'est le premier séquençage du génome d'un agent phytopathogène bactérien[39].

## XXIesiècle
- 2002 Magnaporthe oryzae (syn. Magnaporthe grisea) est le premier champignon phytopathogène dont le génome est séquencé en 2002[40] et publié en 2005[41].

- 2004 : des chercheurs japonais effectuent le premier séquençage du génome d'un phytoplasme (Candidatus Phytoplasma asteris, souche OY) [42].

- 2008 : séquençage du génome du nématode cécidogène du Nord, Meloidogyne hapla, par une équipe de chercheurs américains. C'est la première fois que le génome d'un nématode phytoparasite est séquencé[43].

- 2018 : les Nations unies proclament 2020 « Année internationale de la santé des végétaux » (AISV)[44]. L'AISV a été prolongée jusqu'au 1er juillet 2021 en raison du report de certaines activités clés dû à la pandémie de COVID-19.